# Деґуце
Деґуце (пол. Degucie) — село у Ґолдапському повіті Вармінсько-Мазурського воєводства. Адміністративно підпорядковане гміні Дубенінки.
Населення — 70 осіб (2006).
Від 1975 року до адміністративно-територіальної реформи 1998 року належало до Сувалцького воєводства.